# Гербер (род)
Гербер (лат. Gerbera) биљни је род из породице Asteraceae. Добио је име по немачком лекару и ботаничару Трауготу Герберу. Гербера највише има у тропским деловима Јужне Америке, Африке и Азије.

## Врсте
- Gerbera ambigua
- Gerbera aurantiaca
- Gerbera bojeri
- Gerbera bonatiana
- Gerbera connata
- Gerbera cordata
- Gerbera crocea
- Gerbera curvisquama
- Gerbera delavayi
- Gerbera diversifolia
- Gerbera elliptica
- Gerbera emirnensis
- Gerbera galpinii
- Gerbera gossypina
- Gerbera hypochaeridoides
- Gerbera jamesonii
- Gerbera kunzeana
- Gerbera latiligulata
- Gerbera leandrii
- Gerbera leiocarpa
- Gerbera leucothrix
- Gerbera lijiangensis
- Gerbera linnaei
- Gerbera macrocephala
- Gerbera maxima
- Gerbera nepalensis
- Gerbera nivea
- Gerbera parva
- Gerbera perrieri
- Gerbera petasitifolia
- Gerbera piloselloides
- Gerbera pterodonta
- Gerbera raphanifolia
- Gerbera ruficoma
- Gerbera saxatilis
- Gerbera serotina
- Gerbera serrata
- Gerbera tomentosa
- Gerbera viridifolia
- Gerbera wrightii